# Kazuto Ioka
Kazuto Ioka (井岡 一翔, Ioka Kazuto) est un boxeur japonais né le 24 mars 1989 à Sakai.

## Carrière
Champion du Japon des poids mi-mouches le 10 octobre 2010, il devient champion du monde des poids pailles WBC à son septième combat professionnel le 11 février 2011 après sa victoire au 5e round contre le thaïlandais Oleydong Sithsamerchai. Ioka conserve son titre le 10 août après sa victoire aux points face à Juan Hernandez puis le 31 décembre 2011 en stoppant dès le premier round Yodgoen Tor Chalermchai.
Le 20 juin 2012, il unifie les ceintures WBA et WBC en battant par décision unanime son compatriote Akira Yaegashi puis les laisse vacantes en juillet et octobre 2012. Boxant dorénavant dans la catégorie mi-mouches, il remporte le titre régulier WBA en stoppant au 6e round Jose Alfredo Rodriguez le 31 décembre 2012 puis Wisanu Kokietgym au 9e round le 8 mai 2013. Après une nouvelle victoire contre Felix Avarado, Ioka perd aux points face au champion IBF des poids mouches, le thaïlandais Amnat Ruenroeng, le 7 mai 2014.
Kazuto Ioka choisit de poursuivre sa carrière dans cette catégorie et devient champion régulier WBA le 22 avril 2015 après un succès aux points contre Juan Carlos Reveco. Il conserve ce titre l'année suivante et devient même champion à part entière après le retrait du super champion Juan Francisco Estrada le 14 septembre 2016. Le boxeur japonais confirme ce nouveau statut en battant par arrêt de l'arbitre au 7e round Yutthana Kaensa le 31 décembre 2016 puis aux points Noknoi Sitthiprasert le 23 avril 2017. En novembre 2017, il crée la surprise en annonçant peu après son mariage arrêter la boxe. Il revient toutefois sur sa décision et bat McWilliams Arroyo aux points le 8 septembre 2018.
Le 31 décembre suivant, il échoue de peu aux points face à Donnie Nietes pour le gain du titre vacant de champion du monde des poids super-mouches WBO, titre qu'il remporte finalement le 19 juin 2019 aux dépens d'Aston Palicte. Ioka conserve son titre le 31 décembre 2020 en battant par arrêt de l'arbitre au 8e round son compatriote Kosei Tanaka puis aux points le 1er septembre 2021 Francisco Rodriguez Jr. et le 31 décembre suivant Ryoji Fukunaga.
Ioka prend ensuite sa revanche face à Nietes en s'imposant aux points le 13 juillet 2022 puis il fait match nul contre Joshua Franco le 31 décembre 2022 avant de s'imposer lors du combat revanche le 24 juin 2023 pour la ceinture WBA. Il conserve sa ceinture face à Josber Perez le 31 décembre 2023 puis la perd contre Fernando Martínez, champion IBF de la catégorie, le 7 juillet 2024.